# 이시이 하지메
이시이 하지메(일본어: 石井 肇, 1959년 5월 26일 ~ )는 일본의 전 축구 선수, 감독이다.

## 구단 경력
1982년 닛산 자동차에 입단하였다. 1988년 오츠카 제약로 이적했다. 1991시즌 후 현역 은퇴.

## 지도자 경력
1993년부터 1995년까지 오츠카 제약에서 감독을 맡았다. 1998년 10월 콘사돌레 삿포로의 감독으로 취임하였다.